# Jonas Aaen Jørgensen
Jonas Aaen Jørgensen é um ciclista profissional dinamarquês. Nasceu a 20 de abril de 1986. Actualmente corre para a equipa continental dinamarquês Riwal Readynez Cycling Team.
Estreiou como profissional em 2006 com a modesta equipa dinamarquesa GLS. Em 2010, passou ao profissionalismo de primeiro nível ao alinhar pela equipa Saxo Bank, no que permaneceu até 2013.

## Palmarés
2007
- 1 etapa do Grande Prêmio de Portugal
- 3º no Campeonato da Dinamarca em Estrada
- Grande Prêmio da Villa de Zottegem

2008
- Antwerpse Havenpijl

2009
- 1 etapa do Ringerike G. P.
- 2 etapas do Tour da Eslováquia

2011
- Grande Prêmio de Isbergues

2014
- Scandinavian Race

## Resultados em Grandes Voltas

### Giro d'Italia
- 2012: 141º

### Volta a Espanha
- 2011: 139º

## Equipas
- GLS (2006-2008)
  - Team GLS (2006-2007)
  - GLS-Pakke Shop (2008)
- Capinordic (2009)
- Saxo Bank (2010-2013)
  - Team Saxo Bank (2010)
  - Saxo Bank Sungard (2011)
  - Team Saxo Bank (2012) (até junho)
  - Team Saxo Bank-Tinkoff Bank (2012)
  - Team Saxo-Tinkoff (2013)
- Riwal (2014-)
  - Riwal Cycling Team (2014)
  - Riwal Platform Cycling Team (2015-2017)
  - Riwal CeramicSpeed Cycling Team (2018)
  - Riwal Readynez Cycling Team (2019-)